# Bengt E. Nyström
Bengt Engelbrekt Nyström, född 20 september 1886 i Söderköping, Östergötlands län, död 28 juni 1959 i Stockholm, var en svensk författare och lärare.

## Biografi
Nyström var son till lasarettsläkaren Nils Engelbrekt Nyström och Charlotta Christina Wilhelmina Lind samt bror till industrimannen Ivar Nyström. Efter studier i hemstaden Söderköping tog Nyström studentexamen 1905 vid läroverket i Norrköping och blev 1910 filosofie magister i Uppsala. Han blev 1919 adjunkt i matematik och fysik vid Södra Latin i Stockholm.
Nyström utkom med flera skönlitterära verk och därutöver en del läroböcker i matematik i samarbete med Hjalmar Olson. I sina dikter och psalmer och sin oftast självbiografiska prosa ger han uttryck åt en innerlig kristen tro.
Nyström debuterade redan som 21-åring med diktsamlingen Vilsna vindar (1907). I Dagens Nyheter recenserade författaren Bo Bergman diktsamlingen och avslutade sin recension med: ”För tio år sedan skulle Vilsna vindar ha inneburit en framgång; nu blåsa de helt säkert förbi utan att röra några blad”. Diktsamlingen Jordens oro betraktas som Nyströms lyriska genombrott. I Svenska Dagbladet recenserade Akademiledamoten Anders Österling diktsamlingen och skrev bl.a.: ”i fråga om andlig mognad och formell renhet stå Bengt Nyströms bästa senare dikter framför det allra mesta som på år och dag utkommit av svensk lyrik”. I Dagens Nyheter skrev författaren Sten Selander i en recension: ”Såvitt jag förstår, är detta äkta, betydande dikt, långt överlägsen allt Nyström tidigare skrivit.”
Prosaböckerna kan betraktas som en form av självbiografier, även om han skriver dem med en huvudperson, ett alter ego. För sin debut som prosaförfattare, med romanen Var som en människa (1941), fick han goda recensioner av bland andra Bo Bergman, som i Dagens Nyheter skrev: ”Aldrig har skolpojkarna kunnat få en ridderligare förespråkare än den docerande och teoretiserande Erik Bergström som är hjälten i Bengt E. Nyströms roman”. 
Nyström är representerad i Den svenska psalmboken 1986 med psalm nr 183, Som sådden förnimmer Guds välbehag (1936), och nr 458 i 1937 års psalmbok. Tonsättaren Sven Eric Johanson gjorde 1960 en genomkomponerad sättning av psalmen, musik som ofta framförs. Några dikter är tonsatta av bland andra Christer Sundstrand i Tre solosånger till texter av Bengt E Nyström (Noteria 1992). I 1937 års psalmbok ingick även Mitt liv rinner bort som var fattig dag som nr XVII bland Psalmer att läsas vid enskild andakt.
Den 17 april 1913 ingick Nyström äktenskap med lärarinnan Märta Sofia Åkesson (1888–1972). Tillsammans fick de tre barn, varav två levde till vuxen ålder. Äktenskapet upplöstes den 13 september 1933. Den 14 oktober 1933 ingick Nyström äktenskap med Vera Marta Nordling (1893–1966).
Han är begravd i familjegraven i Söderköping.

### Samlingar och urval
- Valda dikter. Stockholm: Svenska kyrkans diakonistyrelse. 1946. Libris 8234808
- Nya valda dikter / [i urval av Gunilla Högström]. Stockholm: Verbum. 1976. Libris 114655

### Musiktryck
- Bratt, Åke-Gösta (1925). En vit viol för sång och piano. Edition Carelius ; Nr 207. Stockholm: Elkan & Schildknecht. Libris 3207678
- Erling, Erik (1963). Jag vill tacka dig, Gud- sång för en röst till piano eller orgel. Stockholm: Elkan & Schildknecht. Libris lzb7fx4bjpfzk97g
- Henneberg, Albert (1944). Rymden klarnar 3 sånger [op. 35]. Stockholm: Edition Suecia. Libris 8223960
- Johanson, Sven-Eric (1960). Mitt liv rinner bort. Stockholm: Nordiska Musikförlaget. Libris 3131139
- Johanson, Sven-Eric (1960). Som sådden förnimmer Guds välbehag. Stockholm: Nordiska Musikförlaget. Libris 10659070
- Kallstenius, Edvin (1963). Äktenskap svit av tre duetter för sopran och tenor med kammarorkester (fl, clar, cor, qu. d'archi) : op. 58b  : 1962/63. [Stockholm]: [Stim]. Libris 1236553
- Kuula, Toivo (1980). Auringon noustessa I soluppgången. Stockholm: Sveriges körförb. Libris 8226991
- Lundvik, Hildor (1920). En skymningens visa för en röst vid piano. Stockholm: Elkan & Schildknecht. Libris 1971785
- Nordqvist, Gustaf (1939). Mot ljuset andliga sånger. 1 Träd ut i ljuset. Stockholm: Nordiska musikförl. Libris 8394290
- Nordqvist, Gustaf (1948). Stig, o stig på eldens vingar sång med piano eller orgel. Stockholm: Nordiska Muskförlaget. Libris 11772904
- Nordqvist, Gustaf (1925). Fem sånger för en röst med piano 2, En vit viol. Libris 2680127
- Stuart, Elsa Marianne (19nn). Bind mig en krans. Libris 21966119
- Stuart, Elsa Marianne (19nn). Hafvet. Libris 20065060
- Stuart, Elsa Marianne (19nn). Hafvet II. Libris 21966144
- Stuart, Elsa Marianne (19nn). Spelare Jan. Libris 20065203
- Stuart, Elsa Marianne (1900-1999). Visa i folkton. [Sverige]: [utgivare okänd]. Libris zb70pp67wfm5549p
- Stuart, Elsa Marianne (19nn). Vårnatten. Libris 21971322
- Wikander, David (1950). Visa. Damkören ; 11. Stockholm: Nordiska musikförlaget. Libris 9411712
- Wikander, David (1950). Våren är ung och mild ur "Midsommar". Damkören ; 10. Stockholm: Nordiska musikförlaget. Libris 9411706

### Läromedel tillsammans med Hjalmar Olsson
- Funktionslära och analytisk geometri. Stockholm: Norstedt. 1928. Libris 8218798
- Kortfattad funktionslära och analytisk geometri för realgymnasiet. Stockholm: Norstedt. 1933. Libris 1350161
- Likformighetslära för gymnasiet. Stockholm: Norstedt. 1933. Libris 8218932
- Repetitionsuppgifter i geometri för R III4 och R II3. Stockholm: Svenska bokförlaget (Norstedt). 1938. Libris 8219263
- Plan trigonometri för realgymnasiet. Stockholm: Svenska bokförlaget/Norstedt. 1939. Libris 1374467
- Plan trigonometri för allmänna linjen. A So III4, II3. Stockholm: Svenska bokförlaget. 1954. Libris 8220222